# Saint-Étienne-lès-Remiremont
Saint-Étienne-lès-Remiremont är en kommun i departementet Vosges i regionen Grand Est (tidigare regionen Lorraine) i nordöstra Frankrike. Kommunen ligger i kantonen Remiremont som tillhör arrondissementet Épinal. År 2022 hade Saint-Étienne-lès-Remiremont 3 814 invånare.

## Befolkningsutveckling
Antalet invånare i kommunen Saint-Étienne-lès-Remiremont
| Referens: INSEE |